# 兼捕

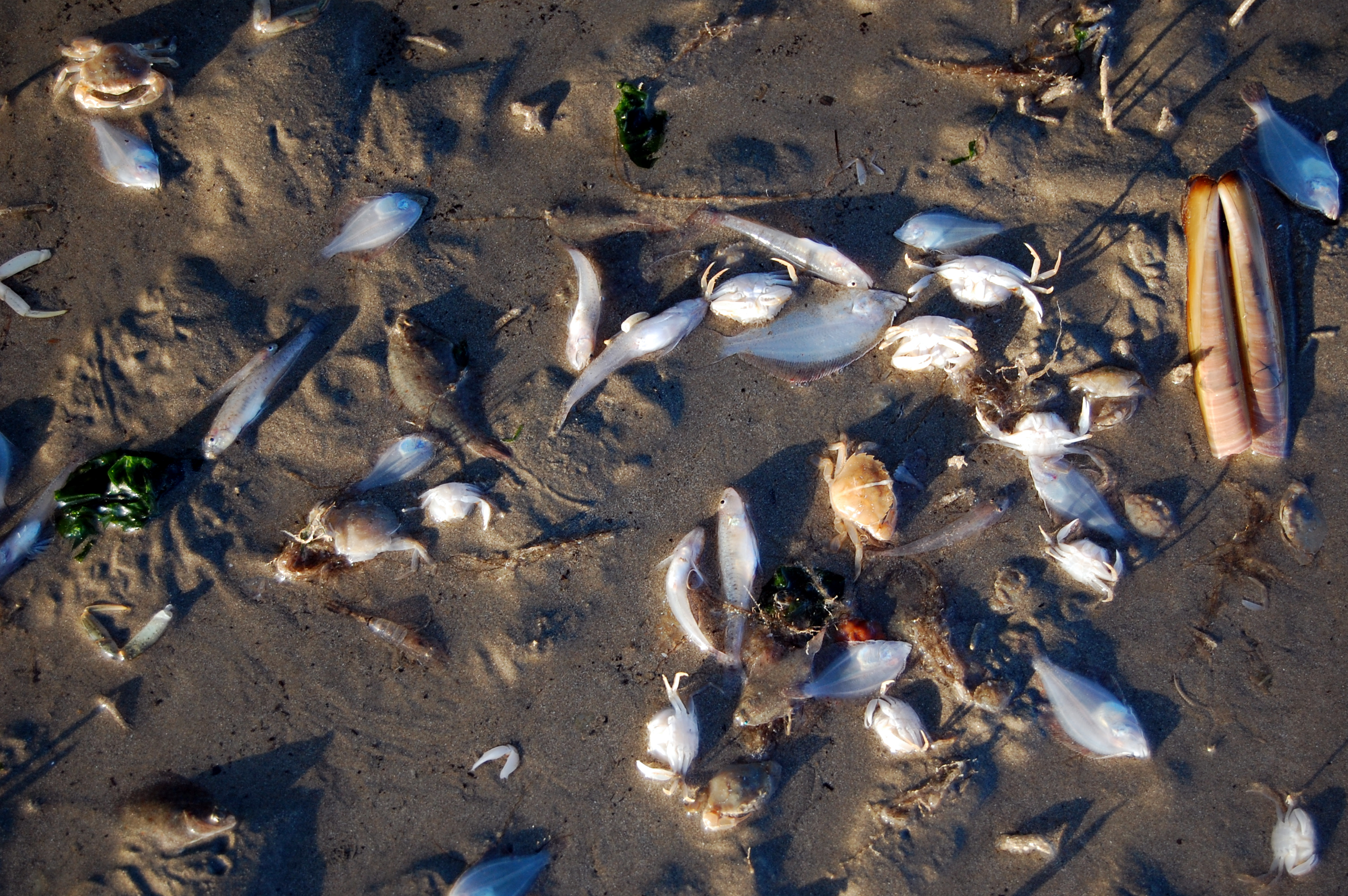
捕虾时的兼捕渔获物

兼捕（英語：Bycatch），也称混获或兼捕渔获物，是指渔业中意外捕获的鱼类或海洋动物。这些兼捕渔获物要么与捕捞目标物种不同，要么性别、年龄不符，或仍处于亚成体状态。「兼捕」一词有时也用于渔业之外的动物捕猎或采集活动。在非海洋捕捞中意外捕获的鱼类（淡水鱼）也被称为杂鱼。
1997年，经济合作与发展组织将兼捕定义为"渔业活动的总捕获物中，除去捕捞目标外的剩余产物。 兼捕是渔业衰退的原因之一，同时也间接造成了过度捕捞。
兼捕问题从1960年代，鮪魚网捕获并导致海豚死亡的事件开始得到人们的关注。 据估算，美国从1990-1999年兼捕的鳍足类和鲸豚类动物大约在6215头（标准误差448）。
在渔业中，「兼捕」至少有四種含義：
- 被顺带捕获的非捕捞目标，并被保留与出售。
- 因物种、尺寸、性别因素而被渔民遗弃回海洋的生物。[6]
- 被顺带捕获的非捕捞目标，无论是保留还是遗弃回海洋。[7]
- 意外捕获的无脊椎海洋动物，例如海星或部分甲壳动物，以及一些脆弱族群，例如海鸟、海龟、海洋哺乳动物、板鳃亚纲（包括鲨鱼）等。

此外，「有意兼捕」也被用于指代世界各地的非法野生动物交易问题。
有许多方式可用于估算兼捕的限度，亦即某个族群可因兼捕而被持续移除的最大个体数量。这些量化指數包括生物潜在可移除量（PBR）、随机环境中人为造成的死亡率（SAMSE）等。SAMSE需要结合环境中的随机因素来探明兼捕以及人为其它因素潜在影响限度。

## 案例

### 休闲捕鱼
鉴于休闲捕鱼在世界各地的流行，2013年在美国进行的一项小型研究指出，休闲捕鱼可能是导致鱼类死亡的一个未受关注的重要因素。

### 虾拖网渔业

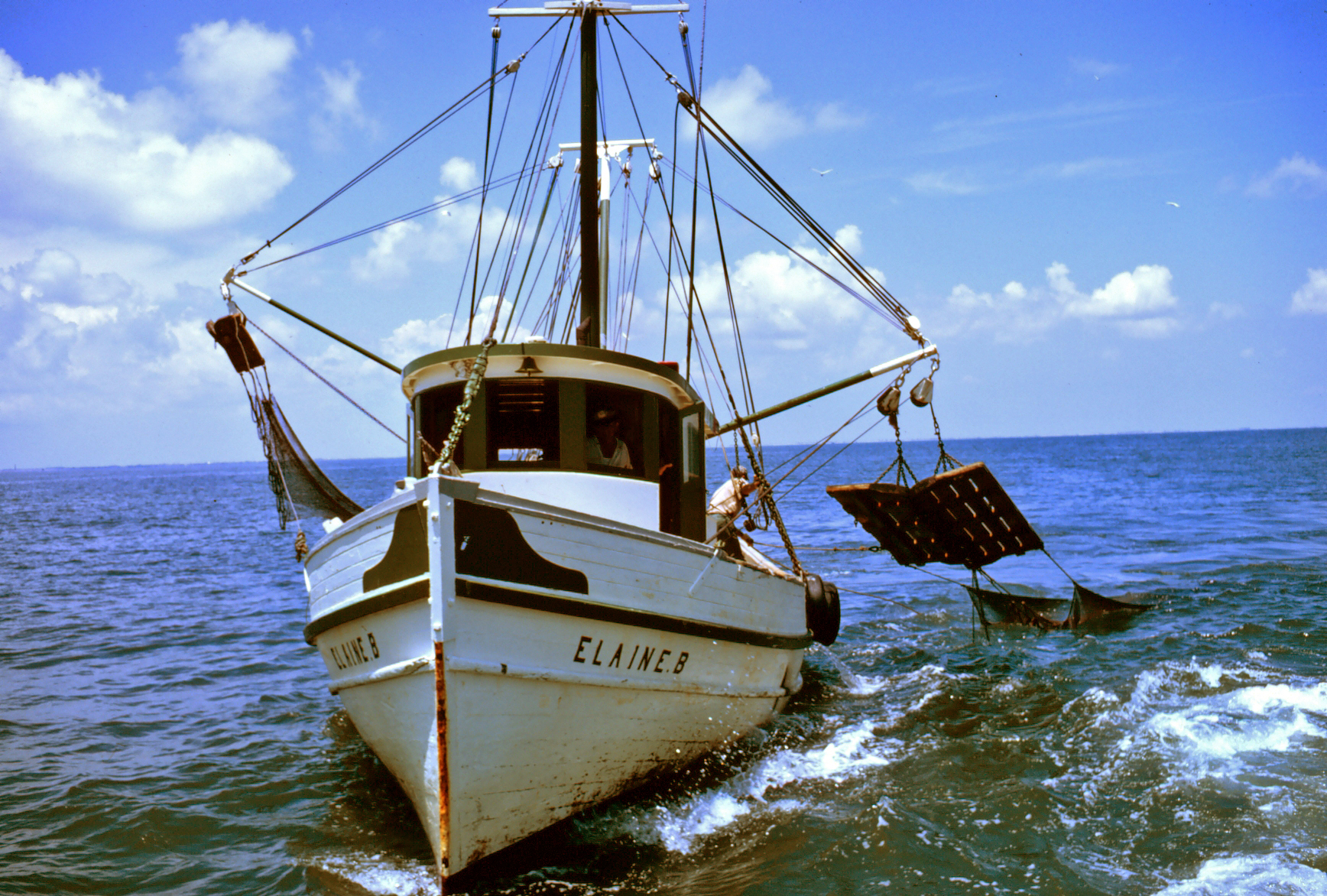
一艘双桅拖网捕虾船

在热带海域进行的虾拖网捕捞造成了最高的意外捕获率。联合国粮食及农业组织记录了世界各地捕虾渔业的兼捕与遗弃比率，发现捕虾业的遗弃比率（兼捕渔获物：捕捞目标）达到了20:1，远高于世界平均水平5.7:1。
拖网捕虾贡献了世界总捕鱼量的两成，却造成了将近三分之一的世界总兼捕量。美国拖网捕虾造成的兼捕在3:1（3个兼捕动物:1只虾）至15:1（15个兼捕动物:1只虾）之间。
拖网捕捞，尤其是捕虾时所用的渔网被认为是造成鲸豚类和有鳍鱼类死亡的首要因素。 被遗弃回海洋的兼捕渔获物通常都接近死亡或已经死亡。
热带捕虾船通常连续航行数月不停靠港口。一次典型的拖网捕捞会持续大约四小时，渔网被拖上甲板前会先进行清洗。然后渔网中的捕获物被倾倒在甲板上，由渔民筛捡。5.7:1的兼捕率意味着每筛捡1千克虾，就包含有5.7千克其它动物。热带近岸捕捞中的兼捕渔获物通常为小鱼。捕获的虾被冷冻储存在船上，而兼捕渔获物则被丢回海洋。
最近对南大西洋岩虾渔业的研究发现，在拖网捕虾的兼捕渔获物中，有166种有鳍鱼类，37种甲壳动物，以及28种海洋软体动物。 对另一样本的研究发现，在总捕获产物中，岩虾只占其中的10%，兼捕渔获物包括潜鲆、彩虹石蟳（Iridescent swimming crab）、近岸合齿鱼、黄尾平口石首鱼、褐虾、长脊石蟳（longspine swimming crabs）等等。
尽管配备了兼捕降低装置，但墨西哥湾的捕虾业每年仍造成了2,500万-4,500万笛鲷的死亡，这个数字几乎占到了笛鲷商业捕鱼与休闲捕鱼总量的一半。

### 海洋哺乳动物

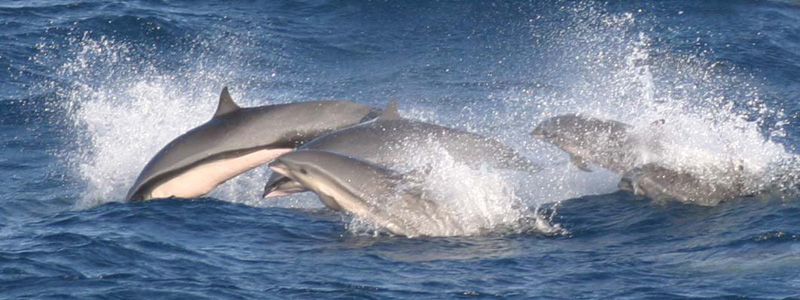
一群砂拉越海豚，它们常被渔网兼捕

鲸豚类包括海豚、鲸鱼和鼠海豚，一旦它们被渔网、鱼钩或拖网缠住，后果将十分严重。对鲸豚类的意外捕捞正呈现出越来越频繁的趋势。 有些渔民在误捕鲸豚后并不会将其放生，因为这些动物可作为食物或用作饵料。 有时，鲸豚类也因此会成为渔民的捕猎目标。

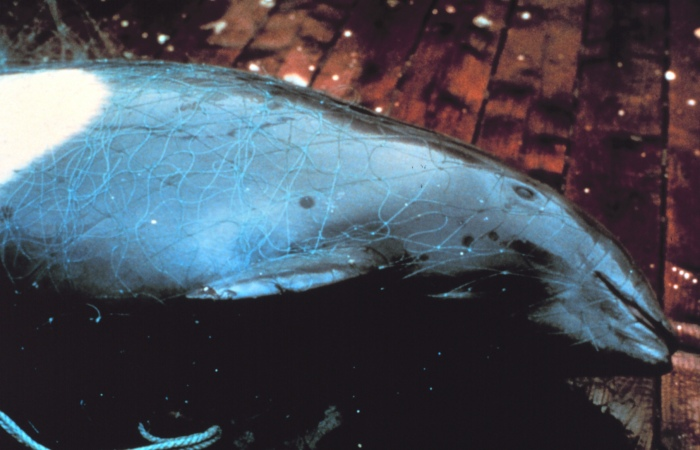
一只被渔网缠住的白腰鼠海豚

在金枪鱼网捕获海豚的案例中，由于海豚是哺乳动物，没有鱼鳃，因此被困过程中它们可能会淹死。这一问题促使了"生态标签"产业的发展，有些鱼类加工商会在它们的包装上声明此商品"海豚友好"。然而，"海豚友好"的声明并不意味着在金枪鱼罐头的生产过程中没有海豚被杀害，这只意味着金枪鱼捕鱼船没有依靠特定的海豚群体来确定金枪鱼的位置，而是依靠了其它某些方法。
对里海海豹的兼捕被认为是世界上对于鳍足类最大的兼捕之一。

### 信天翁

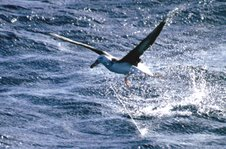
被鱼钩挂住的黑眉信天翁

在信天翁科22个物种中，有21种被收录于IUCN红色名录，其中19种受威胁，另外两种近危。 两种被认定为极危的物种分别为阿岛信天翁和查塔姆岛信天翁。信天翁所受的最大威胁之一是商业延绳捕鱼，因为信天翁和其它海鸟通常在海面寻找食物，它们会尝试攻击鱼钩上的饵料，从而被缠住淹死。据估计，每年有大约100,000只信天翁因此而死去。不受约束的海盗渔业更加剧了这个问题。

### 海龟

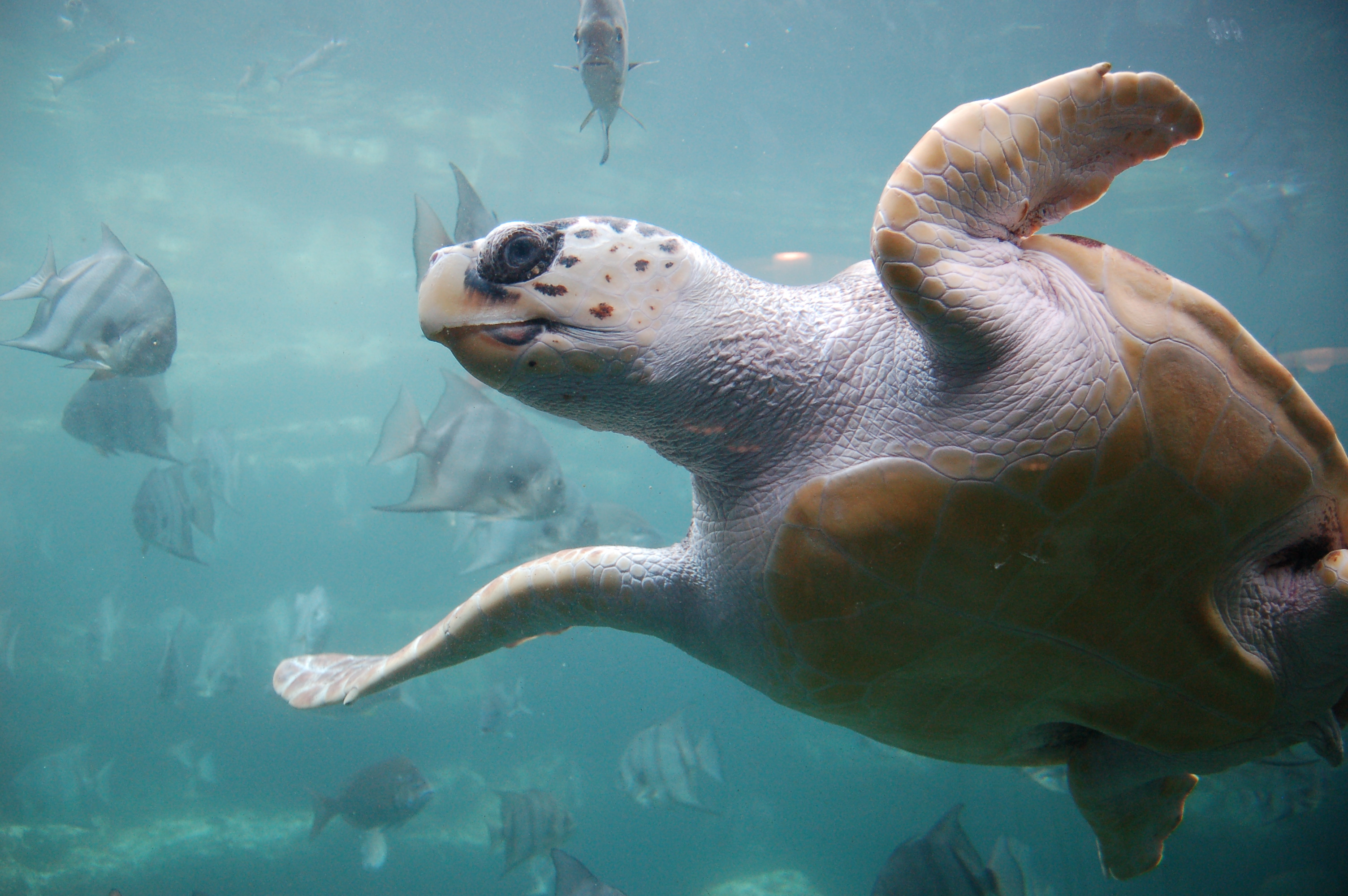
赤蠵龟

海龟属于极危物种，它们的生存也受捕虾拖网的威胁。在墨西哥湾以及美国大西洋海域，每年有数千只肯氏龟、赤蠵龟、绿蠵龟、棱皮龟被捕虾拖网兼捕。 渔网的移速和长度是重要的因素，"当拖网时间少于10分钟，海龟的死亡率低于1%，而当拖网时间超过60分钟，海龟的死亡率将上升到50-100%。"
有时海龟可以从渔网中逃脱。在墨西哥湾，记录到肯氏龟有最多的渔网互动，其次是赤蠵龟、绿蠵龟和棱皮龟。在美国大西洋海域，赤蠵龟有最多的渔网互动，其次是肯氏龟、棱皮龟和绿蠵龟。

### 捕鱼装置
在捕鱼过程中，兼捕是不可避免的。并且不仅只有鱼类会遭到兼捕，受害物种还可能包括海豚、海龟、海鸟等生物。延绳、拖网和围网至少导致了15种鲨鱼物种濒临灭绝。兼捕也会影响物种的繁殖，因为兼捕渔获物中有时也会包含近成体物种。围网、延绳和流刺网最常发生兼捕的情况。延绳捕鱼会在海面上铺设长达数十公里的鱼线，上面附有大量鱼钩，再加上延伸到海面以下，直至海底的渔网，这种捕鱼法几乎能捕获沿线上的所有动物。 每天在海洋中铺设的渔网长达数千公里。这些现代化的捕鱼装置十分稳固，并且往往不被注意，从而非常有效的捕获碰巧经过的任何生物。 钩线捕鱼可以在一定程度上减少兼捕，因为非目标动物可以被迅速的释放回海洋。

## 改善

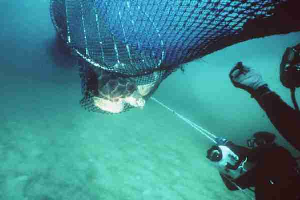
一个海龟逃脱装置

鉴于兼捕的众多危害，科学家和渔民们尝试减少这类不必要的捕捞。 对兼捕的改善主要有两个方向。
第一种是禁止在某些兼捕率特别高的海域进行捕鱼活动。这种海域封闭措施可以是永久的，也可以基于季节或其他因素调整。在一些海底拖网捕鱼业中，在发现捕捞到预期之外的目标时（年龄过小或是目标外的物种），就会暂停该海域捕捞活动。有时，渔民被要求在发现兼捕问题时更换捕鱼地点。
另一种解决方向是改良现有的捕鱼装备。一种简单的方法是使用更大口径的渔网，允许小型海洋生物通过。这种方法通常需要更换现有的渔业装备，但有时也可以不更换而是对现有渔具进行改良，例如安装兼捕降低装置（BRD），或者是允许鱼类从捕虾网中逃脱的诺德莫尔板（Nordmore grate）。
BRD允许许多商业有鳍鱼从渔网中逃脱。美国政府已批准对有鳍鱼的兼捕减少30%的BRD。大西洋的马鲛鱼和斜纹犬牙石首鱼兼捕因此减少了40%。 然而也有研究指出，BRD对兼捕的降低并没有先前认为的那么效果显著。 在佛罗里达州的一个捕虾案例中发现，该装置并未使166种鱼类，37种甲壳动物，以及29种其它无脊椎动物免于兼捕。
1978年，美国国家海洋渔业局（NMFS）开始研发海龟逃脱装置（TED）。TED使用金属网格偏转海龟等大型海洋生物的运动方向，帮助它们从渔网上方的开口中逃脱。美国的拖网捕虾渔业，以及在美国销售虾的外国渔业公司被要求必须装备TED。不是所有国家都要求使用TED。
TED成功减少了海龟的兼捕。 但这个装置并不能保证必定有效，仍有些海龟被困于装备了TED的渔网无法逃脱。 NMFS评定TED的有效性约为97%。在一些拖网渔业较为流行的海域，同一海龟可能被多次捕获，因此需要多次通过TED逃脱渔网。 最近的研究显示，这种重复捕捉率超过20%，但不清楚有多少海龟能够从这种重复捕捉中幸存。
拖网的尺寸受网孔尺寸的影响，尤其是在拖网尾部。网孔开口越大，小鱼就越容易逃脱。改良渔具的选择性，减少误捕的开发与测试被称为"保护性工程"。

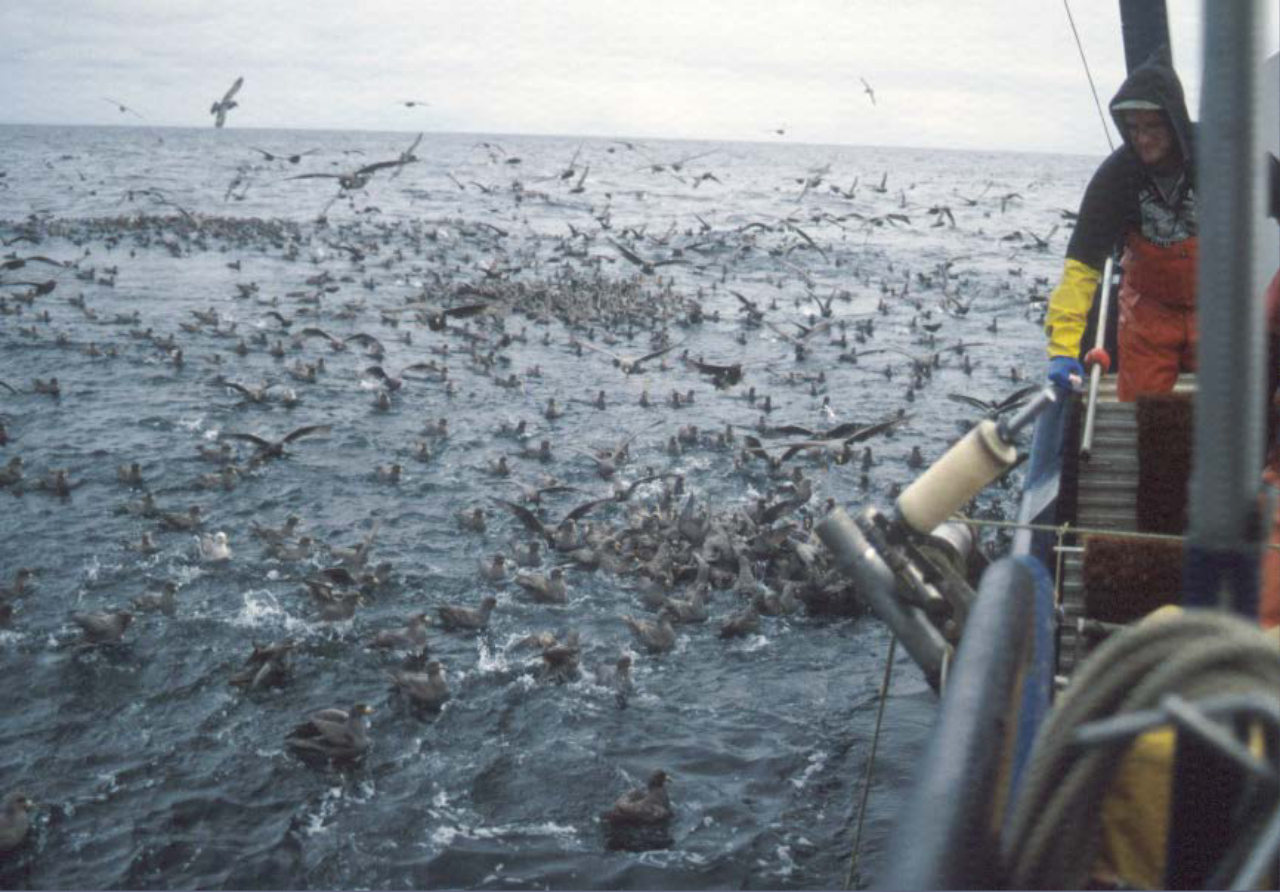
跟随渔船的海鸟

因为兼捕问题，延绳捕鱼受到许多争议。目前已经开发出许多改良方法：
- 增加鱼线重量，使其更快下沉
- 使用挂线（streamer lines）吓走鸟类，防止它们捕食鱼钩上的饵料
- 只在夜间布鱼线，降低渔船灯光，以免吸引到海鸟
- 将捕鱼季节限制为南半球的冬季（当时大部分海鸟不在育雏期）
- 不要在布置鱼线的时候放置内脏饵料

不过，对渔具的改良并不能免除对一些动物的兼捕。2006年3月，夏威夷渔业在配备改良后的圆钩并重新开放旗鱼延绳捕鱼数月后，因为有过多的赤蠵龟遭到兼捕，该捕鱼方式被再次暂停。
挪威对于降低兼捕的解决办法是要求渔民保留兼捕渔获物。他们认为这项政策"有助于兼捕研究"，"有助于改变渔民的习惯"并"减少资源浪费"。

在延绳捕鱼中使用挂线（streamer lines，图中橙色）来减少对海鸟的兼捕

环绕渔船飞行的海鸟很容易受延绳捕鱼的影响，它们会尝试捕食鱼线上放置的食物，从而被鱼钩缠住淹死。渔民有时会使用挂线（streamer lines）来减少这类兼捕，这种方法可以有效的降低对鸟类的误伤。这些由聚酯纤维制作的挂线有鲜艳的色彩，它们被安装在延绳捕鱼的鱼线一端。挂线的颜色以及它们不断拍击海面的情形可以吓退海鸟，防止海鸟食用饵料。这种改良方法的成功样例在阿拉斯加底栖鱼捕鱼业中有很好的体现，通过布置挂线，海鸟的死亡降低了70%。

## 兼捕渔获物
有些渔民不会丢弃兼捕渔获物，而是将其保留并出售。有时兼捕渔获物会被作为食物，尤其是在亚洲、非洲和拉美地区，因为当地的人力成本较低，兼捕渔获物可以得到进一步的加工。兼捕渔获物可能被装在袋子里冷冻，并以"什锦海鲜"或是"海鲜拼盘" 的名义以较低价格出售。有时兼捕渔获物会被切成鱼碎，用作有机肥料或是作为鱼粉的佐料。在东南亚，人们有时会将兼捕渔获物用于生产鱼露。它们也可能被去骨、去壳，研磨并混合为鱼酱或制作成鱼浆，然后新鲜（国内销售）或冷冻（出口）出售。这些使用方法在亚洲国家以及来自亚洲的捕鱼公司中十分普遍。在亚洲，人们也时常出售兼捕渔获物给水产养殖场，用作鱼食。

## 非鱼类兼捕
"兼捕"有时也被用于表示除鱼类外的其他生物的意外捕获。例如在昆虫采集中，出于商业、科学研究等目的，人们使用诱捕陷阱或诱捕装置采集昆虫，这些装置可能会捕获一些小型的脊椎动物或非目标昆虫。此外，在对有害生物的控制中也会采取诱捕的方式，例如对传入欧洲的麝鼠的诱捕可能会意外捕获欧洲水鼬或雁鸭。